# Magsaysay (Lanao del Norte)
Magsaysay (Bayan ng Magsaysay) är en kommun i Filippinerna. Kommunen ligger på ön Mindanao, och tillhör provinsen Lanao del Norte. Folkmängden uppgår till 11 218 invånare.

## Barangayer
Magsaysay är indelat i 24 barangayer.
| - Babasalon - Baguiguicon - Daan Campo - Durianon - Ilihan - Lamigadato - Lemoncret - Lubo - Lumbac - Malabaogan - Mapantao - Olango | - Pangao - Pelingkingan - Lower Caningag (Perimbangan) - Poblacion (Bago-A-Ingud) - Rarab - Somiorang - Upper Caningag (Taguitingan) - Talambo - Tambacon - Tawinian - Tipaan - Tombador |